# Prix Guy Le Gonidec
Prix Guy Le Gonidec är ett travlopp för 4-åriga varmblodiga ston som körs på Vincennesbanan utanför Paris i Frankrike varje år. Det går av stapeln samma dag som Prix Jules Thibault. Det är ett Grupp 2-lopp, det vill säga ett lopp av näst högsta internationella klass. Loppet körs över distansen 2700 meter. Förstapris är 54 000 euro, vilket gör loppet till ett av de större fyraåringsloppen i Frankrike.

## Vinnare
| År   | Häst               | Efter              | Kusk                  | Tränare                 | Tid    |
| ---- | ------------------ | ------------------ | --------------------- | ----------------------- | ------ |
| 2025 | Liberté de Choisel | Captain Sparrow    | Anthony Barrier       | Sylvain Gerard Dupont   | 1'12"0 |
| 2024 | Kelle Beaute       | Uniclove           | Alexandre Abrivard    | Laurent-Claude Abrivard | 1'11"8 |
| 2023 | Joumba de Guez     | Carat Williams     | Jean-Michel Bazire    | Jean-Michel Bazire      | 1'12"6 |
| 2022 | Idylle Speed       | Carat Williams     | Jean-Michel Bazire    | François Pierre Bossuet | 1'13"4 |
| 2021 | Hanna des Molles   | Village Mystic     | Alexandre Abrivard    | Laurent-Claude Abrivard | 1'12"2 |
| 2020 | Gunilla d'Atout    | Ready Cash         | Éric Raffin           | Sébastien Guarato       | 1'13"9 |
| 2019 | Flèche Bourbon     | Saxo de Vandel     | Jean-Philippe Monclin | Sébastien Guarato       | 1'13"1 |
| 2018 | Erminig d'Oliverie | Scipion du Goutier | Franck Nivard         | Franck Leblanc          | 1'13"6 |
| 2017 | Draft Life         | Ubriaco            | Éric Raffin           | Louis Baudron           | 1'13"6 |
| 2016 | Cère Josselyn      | Kaisy Dream        | David Thomain         | Thierry Duvaldestin     | 1'14"  |
| 2015 | Billie de Montfort | Jasmin de Flore    | Éric Raffin           | Sébastien Guarato       | 1'13"1 |
| 2014 | Africaine          | Oiseau de Feux     | Jean-Étienne Dubois   | Jean-Étienne Dubois     | 1'13"6 |
| 2013 | Vive Daidou        | Ouragan de Celland | Thierry Duvaldestin   | Thierry Duvaldestin     | 1'14"4 |
| 2012 | Ustie Love         | Love You           | Louis Baudron         | Louis Baudron           | 1'14"5 |
| 2011 | Tornade du Rib     | Ganymède           | David Thomain         | Joël Hallais            | 1'13"9 |
| 2010 | Sierra Leone       | John Arifant       | Jean-William Hallais  | Jean-William Hallais    | 1'15"4 |
| 2009 | Royal Crown        | Love You           | Jean-Pierre Dubois    | Jean Baudron            | 1'14"5 |
| 2008 | Qualita Bourbon    | Love You           | Joseph Verbeeck       | Jean Baudron            | 1'13"4 |
| 2007 | Popinée de Timbia  | Goetmals Wood      | Thierry Duvaldestin   | Thierry Duvaldestin     | 1'14"5 |
| 2006 | Occitane           | Hasting            | Pierre Levesque       | Pierre Levesque         | 1'14"9 |
| 2005 | Noise              | Ékir de Léau       | Olivier Boudou        | Olivier Boudou          | 1'15"7 |
| 2004 | Mara Bourbon       | And Arifant        | Jean-Pierre Dubois    | Jean-Pierre Dubois      | 1'15"7 |
| 2003 | Love You           | Coktail Jet        | Jean-Pierre Dubois    | Jean-Pierre Dubois      | 1'14"8 |
| 2002 | Kapitano           | Coktail Jet        | Joseph Verbeeck       | Alphonse Vanberghen     | 1'15"2 |
| 2001 | Jain de Béval      | Coktail Jet        | Dominik Locqueneux    | PIerre-Désiré Allaire   | 1'15"  |
| 2000 | In Foot            | Coktail Jet        | Pierre Vercruysse     | Jean-Étienne Dubois     | 1'16"2 |
| 1999 | Hermès du Buisson  | Buvetier d'Aunou   | Jean-Pierre Dubois    | Jean-Pierre Dubois      | 1'15"8 |
| 1998 | Ganymède           | Buvetier d'Aunou   | Bernard Piton         | Jean-Pierre Dubois      | 1'16"3 |
| 1997 | Fighter Horse      | Timorky            | Claude Lamour         | Claude Lamour           | 1'18"9 |
| 1996 | Écho               | Qlorest du Vivier  | Pierre Vercruysse     | Jean-Étienne Dubois     | 1'16"6 |
| 1995 | Dresden            | Tarass Boulba      | Jean-Étienne Dubois   | Jean-Étienne Dubois     | 1'19"  |
| 1994 | Coktail Jet        | Quouky Williams    | Jean-Étienne Dubois   | Jean-Étienne Dubois     | 1'19"5 |
| 1993 | Buvetier d'Aunou   | Royal Prestige     | Jean-Pierre Dubois    | Jean-Pierre Dubois      | 1'18"5 |
| 1992 | Avenir de Sée      | Quito de Talonay   | Ulf Nordin            | Ulf Nordin              | 1'17"8 |
| 1991 | Vizir Pont Vautier | Manay Port         | Jean-Philippe Dubois  | Jean-Philippe Dubois    | 1'19"3 |
| 1990 | Ultime Atout       | Jalno              | Ghislain Fontenay     | Ghislain Fontenay       | 1'17"7 |
| 1989 | Takima             | Chambon P          | Jan Kruithof          | Jan Kruithof            | 1'17"5 |
| 1988 | Spitzer            | Borgia III         | Bernard Oger          | Léopold Verroken        | 1'19"5 |
| 1987 | Renoso             | Buffet II          | Paul Viel             | Paul Viel               | 1'18"2 |
| 1986 | Quito de Couronne  | Chambon P          | Joël Hallais          | Joël Hallais            | 1'19"9 |
| 1985 | Pythagoras         | Florestan          | Ulf Nordin            | Ulf Nordin              | 1'16"3 |
| 1984 | Ogorek             | Borgia III         | Michel Roussel        | Jean-Lou Peupion        | 1'17"1 |
| 1983 | Neuilly            | Amyot              | Michel-Marcel Gougeon | Léopold Verroken        | 1'17"9 |
| 1982 | Mon Ouiton         | Kerjacques         | Léopold Verroken      | Léopold Verroken        | 1'17"1 |
| 1981 | Levorino           | Kerjacques         | Stig Engberg          | Stig Engberg            | 1'17"2 |
| 1980 | Kerridou           | Rubis Royal        | Léopold Verroken      | Léopold Verroken        | 1'19"4 |
| 1979 | Javaza             | Tokyo              | Marcel Delaunay       | Marcel Delaunay         | 1'18"1 |
| 1978 | Iris de Gournay    | Quatt Cent Trois   | Louis Boulard         | Louis Boulard           | 1'18"8 |